# Quicena
Quicena – gmina w Hiszpanii, w prowincji Huesca, w Aragonii, o powierzchni 9,67 km². W 2011 roku gmina liczyła 291 mieszkańców.